# 罗旭 (1934年)
罗旭（1934年12月9日—2001年11月20日），女，祖籍福建福州，生于上海，中华人民共和国外交部官员、翻译家。

## 生平
罗旭是福州罗氏新梅公支系第九世孙女。叔曾祖是晚清大臣罗丰禄。祖父罗忠尧曾任清朝驻新加坡总领事。父亲罗孝章留学美国获硕士学位，任美国电报电话公司驻上海办事处总工程师。
1958年，罗旭自北京大学西语系法语专业毕业，被分配到中华人民共和国外交部工作。在翻译室工作的最初几年，罗旭曾先后充任毛泽东、周恩来、宋庆龄、陈毅等中央领导人会见法语外宾时的译员。1963年至1964年，罗旭被借调到中共中央编译局，参加《关于国际共产主义运动总路线的论战》等文章的翻译工作。
1960年代末至1970年代初，王海容、唐闻生、齐宗华、罗旭、章含之被称为中国外交界的“五朵金花”。罗旭是法语专业毕业，又从小学过英语，因此可进行法语、英语的双语口译。1972年5月索马里最高革命委员会主席西亚德访华，正逢非洲国家驻华使团在北京饭店举办活动庆祝“非洲日”，周恩来与西亚德应邀参加，罗旭任译员。西亚德不懂法语，非洲驻华使团长、几内亚大使不懂英语，罗旭从中翻译，获得了非洲使团礼宾官的称赞，周恩来也表示满意。1972年，一次罗旭和王海容、唐闻生到毛泽东处参加接待某非洲国家元首。会见外宾前，毛泽东笑着说：“你们这些人的名字好厉害，唐闻生是闻生不闻死，罗旭和后羿一样会射下九个太阳。”据说这指江青1971年冬在钓鱼台国宾馆宴请几位译员，罗旭认为这和工作无关而未去。后来，周恩来曾称赞罗旭是“很有个性的人”。
1972年到1975年间，罗旭多次出席重大国际会议。1972年秋，罗旭随中华人民共和国外交部副部长乔冠华出席联合国大会第二十七届会议。1973年春，罗旭随中华人民共和国外交部部长姬鹏飞到法国巴黎参加关于越南问题的国际会议，这次会议最终促成了越南战争的结束。1974年春，罗旭作为副代表，随邓小平参加联合国大会第六届特别会议。1975年秋，罗旭作为副代表出席联合国大会第三十届会议。
1975年后，罗旭从事法文、英文的翻译工作，先后参与了《戴高乐回忆录》、《巴尔扎克全集》等名著的翻译校订，并且翻译了不少有关中国经济改革的理论文章。1985年，罗旭调到外交部新闻司工作，以参赞衔主管新闻发布工作。1988年，罗旭到纽约联合国总部任中国常驻联合国代表团经济和新闻参赞，1992年冬卸任回国，任外交部西欧司参赞。
罗旭喜爱法语文学，特别是乔治·桑和司汤达的作品《红与黑》、《巴马修道院》等。罗旭还很喜欢贝多芬、莫扎特等人的古典音乐作品。
罗旭的丈夫赵稷华历任外交部美大司副处长，中国常驻联合国代表团公使銜參贊，外交部港澳事务办公室主任。在中英关于香港问题的谈判中，赵稷华任中英联合联络小组中方首席代表。香港回归后，赵稷华任外交部驻香港特派员公署副特派员。当时罗旭在香港任联合出版集团高级研究员。
2001年11月20日，罗旭病逝，享年68岁。遗体捐给北京协和医科大学供科研教学用。